# Barnacsíkos mocsárjáróbéka
A barnacsíkos mocsárjáróbéka (Limnodynastes peronii) a kétéltűek (Amphibia) osztályába és  a békák (Anura) rendjébe és a mocsárjáróbéka-félék (Limnodynastidae) családjába tartozó faj.

## Előfordulása
Ausztrália keleti és délkeleti részén, valamint Tasmania északi részén honos. A természetes élőhelye lassan mozgó patakok, mocsarak, lápok és tavak.

## Megjelenése
Testhossza 65 milliméter. Háta csíkos mintázatú. Lába ujjai hosszúak és nincs úszóhártyájuk.

## Életmódja
A kifejlett példány, rovarokkal és más apró gerinctelenekkel táplálkozik.